# Карагандинский педагогический институт
Карагандинский педагогический институт — высшее учебное заведение, существовавшее в СССР.

## История
Учительский институт в Караганде был открыт на основе Постановления Совета Народных Комиссаров Казахской ССР за № 454/12 от 9 мая 1938 года. Основание такого учебного заведения было закономерным явлением, так как в 1930-е годы происходило бурное индустриальное развитие Центрального Казахстана, прежде всего Карагандинского угольного бассейна, что вело к быстрому увеличению населения региона. В связи с эти росла и потребность в учителях высокой квалификации.
Решением Карагандинского областного комитета Компартии Казахстана от 26 мая 1938 года институт разместили в здании городской средней школы № 4. Новый институт был двухгодичным, с факультетами: истории, русского языка и литературы, казахского языка и литературы. Учебное заведение подчинялось Народному комиссариату просвещения Казахской ССР. В здании существующего в городе педагогического училища были выделены комнаты, которые использовались в качестве общежития для студентов и квартир для преподавателей. Первым руководителем Карагандинского учительского института стала бывшая директор одной из городских средних школ Р. Р. Репалова, проработавшая в институте 1938/39 учебный год.
В 1939 году постановлением Совнаркома Казахской ССР в институте было открыто заочное отделение. Постановлением СНК СССР от 2 мая 1940 года № 1860 студенты заочного отделения обязаны были вносить плату в размере 75 рублей. От уплаты освобождались дети рядового и младшего начальствующего состава, призванного в ряды Красной армии. С 1939 по 1941 год Карагандинский учительский институт возглавлял Р. И. Иманкулов. В годы Великой Отечественной войны часть преподавателей ушла на фронт, в их числе и директор института Иманкулов. Обязанности директора института исполняла заведующая кафедрой основ марксизма-ленинизма Табышева Серафима Ивановна.
В 1943 году по ходатайству директора института К. М. Муканова в институте была открыта кафедры педагогики. В 1944 году открылся физико-математический факультет. Институт продолжал готовить кадры и в трудные годы войны. В начале 1944 году ему было передано трехэтажное здание по улице Кирова, 16, построенное в 1938 году, где до войны размещался Дом партийного просвещения и межобластные партийные курсы. В 1941—1944 годах в нём действовал мобилизационный пункт, а затем размещался военный госпиталь. За годы войны Карагандинский учительский институт подготовил 418 учителей для школ Центрального Казахстана; около 60 % выпускников составляли женщины.
Директором института в 1945—1950 годах был К. Байтасов, прошедший войну. В послевоенные годы по всем республикам СССР прокатилась волна политических репрессий, связанных с так называемой кампанией против космополитизма, которая не обошла и Карагандинский учительский институт. На фоне борьбы с космополитизмом, в 1946 году в выступлении профессора Пермского университета П. С. Богословского впервые был поднят вопрос о реорганизации Карагандинского учительского института в педагогический. В 1950 году уже руководство учительского института обратилось в Министерство просвещения Казахской ССР с просьбой о преобразовании института.
В результате приказом Министерства высшего образования СССР от 15 июля 1952 года № 1178 был Карагандинский учительский институт был преобразован в Карагандинский педагогический. Ректором педагогического института был назначен С. Б. Баймурзин, бессменно руководивший институтом до 1972 года (его преобразования в университет). Будучи ректором, он заведовал также кафедрой элементарной математики и в 1954 году защитил кандидатскую диссертацию на соискание учёной степени кандидата педагогических наук.
По состоянию на 1953 год в Карагандинском педагогическом институте работали кафедры: основ марксизма-ленинизма; истории; русского языка и литературы; педагогики и психологии; физики и математики; казахского языка и литературы; физического воспитания; химии; биологии. Студенческому общежитию было выделено жилое двухэтажное здание, было приобретено новое учебное и хозяйственное оборудование. Первый выпуск студентов педагогического института состоялся в 1956 году и составил 318 человек. С 1954 года в вузе стали проводиться научные конференции. В 1958 году начали издаваться «Учёные записки» — в период с 1958 по 1962 год вышло пять томов «Учёных записок», где было опубликовано 80 научных статей. В 1962 году в Карагандинском педагогическом институте стало открытие аспирантуры при четырёх его кафедрах: химии, русской и зарубежной литературы, педагогики и психологии, зоологии. В 1964 году открылась при кафедре истории КПСС. В результата за 1950—1964 годы в институте были подготовлены 24 кандидата наук и 1 доктор наук.
В 1966 году педагогический институт состоял из пяти факультетов: исторического, филологического, физико-математического, факультета естествознания и факультета физического воспитания. В 1967 году институту был передан новый учебный корпус по улице Ленина, 5. К началу 1970-х годов Карагандинский педагогический институт насчитывал в своем составе 28 кафедр и 5 факультетов.
4 ноября 1971 года было принято постановление Совета Министров СССР об организации в 1972 году в Караганде Карагандинского государственного университета Министерства высшего и среднего специального образования Казахской ССР на базе Карагандинского педагогического института. Окончательное решение было принято объединённым постановлением ЦК Компартии Казахстана и Совета Министров Казахской ССР от 7 февраля 1972 года № 73 об организации с 1 марта 1972 года в городе Карагандинского государственного университета. Официальное открытие университета торжественно состоялось 14 марта 1972 года в актовом зале Карагандинского педагогического института.
При этом отдельные факультеты остались в составе педагогического института, например — факультеты педагогики и методики начального обучения и педагогики и психологии (дошкольной). Окончательное слияние Карагандинского государственного университета им. академика Е.А. Букетова и Карагандинского педагогического института произошло в 1996 году.
В числе выпускников Карагандинского педагогического института: Тастанбек Есентаев (заместитель министра культуры и спорта Республики Казахстана), Разия Нуркенова (футболистка и футбольный тренер), Александр Казанцев (учёный химик-органик), Серик Нурказов (боксёр), Касымбек Медиев (государственный деятель) и многие другие.